# Eupithecia rhodopyra
Eupithecia rhodopyra,là một loài bướm đêm thuộc họ Geometridae. Nó là loài đặc hữu của Kauai.